# 太湖大桥
太湖大桥是中国江苏省苏州市吴中区的一座公路跨湖大桥，自胥口镇渔洋山南侧起，途经长沙岛、叶山岛，最后到达到西山岛。太湖大桥分为1号桥（胥口至长沙岛段）、2号桥（长沙岛至叶山岛段）和3号桥（叶山岛至西山岛段）。线路全长7.18公里，其中三段桥梁长4308米。大桥建成后极大方便了进出西山岛的人员和物资，为地区快速发展提供了重要的作用。太湖大桥还是中国内湖最长的桥梁。

## 建设
西山岛为太湖中最大的一个岛屿，也是中国内湖最大的岛屿，总面积79.82平方公里。因四面环水，自古以来只能以船运与外界交通。直至1983年，西山岛与东山镇间开通轮渡，开始有长途客车通过轮渡开行于西山岛与苏州市区之间。
1987年，吴县政府开始研讨太湖大桥的建设可行性。1989年开始进行地质勘探等前期准备活动。1991年11月，江苏省计划经济委员会批复太湖大桥项目立项。1992年敲定由同济大学建筑设计院提供的施工方案。1992年10月27日正式动工，1994年6月30日，太湖大桥3号桥率先合拢，1994年10月25日全线建成通车。
太湖大桥由吴县政府主导，项目总投资1.15亿元，其中社会各界捐款共5984万元，西山岛当地群众和在岛各单位共筹资1000万元。
随着社会经济发展，原桥日渐不能满足进出西山岛的客流需求，且需要进行较大规模的整修，2013年苏州市决定开展西山岛进出通道扩建工程。工程包括沿原太湖大桥旁新建一座同等规模同等桥型的复线桥，新桥宽17米，与老桥并排相距仅在1米以内，增设管廊系统和雨水收集装置。复线桥建设完成后，整个进出西山岛通行能力将提升接近3倍。同时配套建设长3.3公里的渔洋山隧道，以提升太湖大桥出入口的吞吐能力。这一工程项目总长11.99公里，总投资12.1亿元。2013年10月14日，新桥开工。2016年12月20日，新桥正式通车，同时老桥进行全封闭维护大修。2017年9月30日，随着老桥修缮完毕，太湖大桥复线工程及渔洋山隧道正式全线通车，以新桥为进岛方向，老桥为出岛方向。

## 大事记
1992年5月，时任中共中央政治局常委、国务院总理李鹏来苏考察时题写桥名。
太湖大桥建成后至1996年，时任中共中央总书记兼国家主席江泽民，国务院总理李鹏，国务院副总理朱镕基、吴邦国，国家副主席荣毅仁等领导人分别前来视察。1996年9月，新加坡内阁资政李光耀和夫人游览太湖大桥及西山岛。
2000年10月6日，中国吴县环太湖世界特技飞行大奖赛举行驾机穿越太湖大桥1号桥桥孔的特技表演，共有7名飞行员参与并完成了该表演，包括5位来自中国的飞行员和来自匈牙利的贝森叶及来自立陶宛的凯里斯。
2017年4月19日，太湖大桥新桥1号桥发生公交车与大巴车相撞事故，造成1死39伤。

## 桥梁参数

太湖大桥老桥

太湖大桥初建时，桥面宽度12米，双向2车道，按二级公路标准建设，设计时速60公里/小时。主通航孔为两个6米宽的预应力混凝土单箱梁连续组成，其余引桥部分均为跨径22米的预应力混凝土简支空心板梁。全桥采用钻孔灌注桩技术。桥面为细石混凝土结构。
- 1号桥全长1768米，总计73孔，有两个主通航孔，标高10.5米。
- 2号桥全长1621米，总计68孔，有一个主通航孔，标高22.5米。
- 3号桥全长919米，总计40孔，有一个主通航孔，标高10.5米。